# Masalia pallescens
Masalia pallescens là một loài bướm đêm trong họ Noctuidae.